# Giuseppe Miraglia (politico 1834-1896)
Giuseppe Miraglia (Cosenza, 24 gennaio 1834 – Firenze, 23 ottobre 1896) è stato un politico e magistrato italiano.
Fu senatore del Regno d'Italia nella XVII, XVIII e XIX legislatura, nonché primo Presidente della corte di cassazione di Roma.